# Piero Ceccarini
Piero Ceccarini (* 20. Oktober 1953 in Livorno) ist ein ehemaliger italienischer Fußballschiedsrichter.

## Sportlicher Werdegang
Ceccarini leitete ab 1989 Spiele in der Serie A und wurde 1992 als FIFA-Schiedsrichter aufgenommen. In der Folge leitete er Partien im Europapokal sowie Länderspiele. Nachdem er unter anderem in der UEFA Champions League zum Einsatz gekommen war, wurde ihm im Europapokal der Pokalsieger 1994/95 die Leitung des Finalspiels übergeben. Dabei setzte sich der spanische Vertreter Real Saragossa nach Verlängerung im Parc des Princes gegen den FC Arsenal durch. Im selben Jahr erhielt er die Premio Giovanni Mauro als italienischer Schiedsrichter des Jahres. Im Januar 1996 pfiff er das Spiel um die Supercoppa Italiana, in dem Meister Juventus Turin trotz eines Feldverweises gegen Angelo Peruzzi nach einem Treffer von Gianluca Vialli mit 1:0 gegen die AC Parma den Titel gewann.
Im Sommer 1996 gehörte Ceccarini zu den Schiedsrichtern bei der EM-Endrunde 1996. Trotz des frühen Ausscheidens der italienischen Nationalmannschaft durfte er nur ein Gruppenspiel zwischen Spanien und Bulgarien pfeifen, sein Landsmann Pierluigi Pairetto leitete weitere Partien im Turnierverlauf inklusive des Endspiels zwischen Deutschland und Tschechien. In der anschließenden Spielzeit war er in der Coppa Italia 1996/97 Finalschiedsrichter im Hinspiel zwischen der SSC Neapel und Vicenza Calcio, die Spielleitung des Rückspiels übernahm Stefano Braschi. 1997 war er neben dem Engländer David Elleray einer der Schiedsrichter im UEFA Super Cup, dabei kam er beim den Katalanen nach dem Hinspielsieg den Titel bringenden 1:1-Remis im Rückspiel zwischen Borussia Dortmund und dem FC Barcelona im Westfalenstadion zum Einsatz.
Ceccarini wurde mehrfach mit der Spielleitung kritischer Spiele im italienischen Fußball betraut und pfiff unter anderem mehrfach das Derby d’Italia, das Derby della Madonnina oder das Derby della Mole. Im April 1998 stand er wegen eines im direkten Duell um den Scudetto zwischen Juventus Turin und Inter Mailand kurz vor Saisonende nicht gegebenen Strafstoßes für die Mailänder in der Kritik, durch einen 1:0-Erfolg gelang den Turinern eine Vorentscheidung im Meisterrennen. Ein Jahr später beendete er wegen des Erreichens der Altersgrenze seine aktive Schiedsrichterlaufbahn, war aber für die italienische Schiedsrichtervereinigung Associazione Italiana Arbitri weiterhin administrativ tätig.